# Susan L. Graham
Susan Lois Graham (ur. 16 września 1942) – amerykańska informatyczka. Jest profesorką informatyki na Wydziale Elektryki i Informatyki Uniwersytetu Kalifornijskiego w Berkeley.

## Biografia
Graham urodziła się w Cleveland. W 1964 roku ukończyła licencjat z matematyki na Uniwersytecie Harvarda. Dwa lata później obroniła pracę magisterską z informatyki na Uniwersytecie Stanforda. W 1971 roku uzyskała doktorat, a jej promotorem był David Gries. Po obronieniu doktoratu została pracownikiem naukowym na Uniwersytecie Kalifornijskim w Berkeley.
Projekty badawcze Graham to między innymi Harmonia, framework do interaktywnego rozwoju oprogramowania; Titanium, oparty na Javie język programowania równoległego, kompilator i środowisko uruchomieniowe.

## Uznanie i nagrody
W 1994 została członkiem Association for Computing Machinery. Ponadto jest członkiem American Association for the Advancement of Science, Amerykańskiej Akademii Sztuk i Nauk, National Academy of Engineering i Instytutu Inżynierów Elektryków i Elektroników
W 2009 roku otrzymała medal Johna von Neumanna za wkład w projektowanie i implementację języków programowania oraz wzorową posługę dla dyscypliny, jaką jest informatyka.